# Associação Recreativa e Cultural São Lourenço do Douro
A Associação Recreativa e Cultural São Lourenço do Douro é um clube português localizado na freguesia de São Lourenço do Douro, concelho de Marco de Canaveses, distrito do Porto. O clube foi fundado em 10 de Agosto de 1976 e o seu atual presidente é António Pereira. Os seus jogos em casa são disputados no Estádio Coronel Moura Bessa.
A equipa de futebol sênior participou na época de 2021/22 AF Porto Divisão Honra tendo conseguido se classificar para o acesso de subida e apuramento campeão (4 classificados). acabando mesmo por ser campeão e subir a AF Porto Divisão de Elite - Pro onde ira competir na época de 2022/23.

## Palmarés
- AF Porto Divisão Honra Campeão 2021/22
- AF Porto Taça AF Porto 2021/22 -Finalista vencido